# Retiro (metropolitana di Madrid)
Retiro è una stazione della linea 2 della metropolitana di Madrid.
Si trova sotto alla Calle de Alcalá, al lato del famoso parco del Retiro. La stazione è situata tra i distretti Salamanca e Retiro.

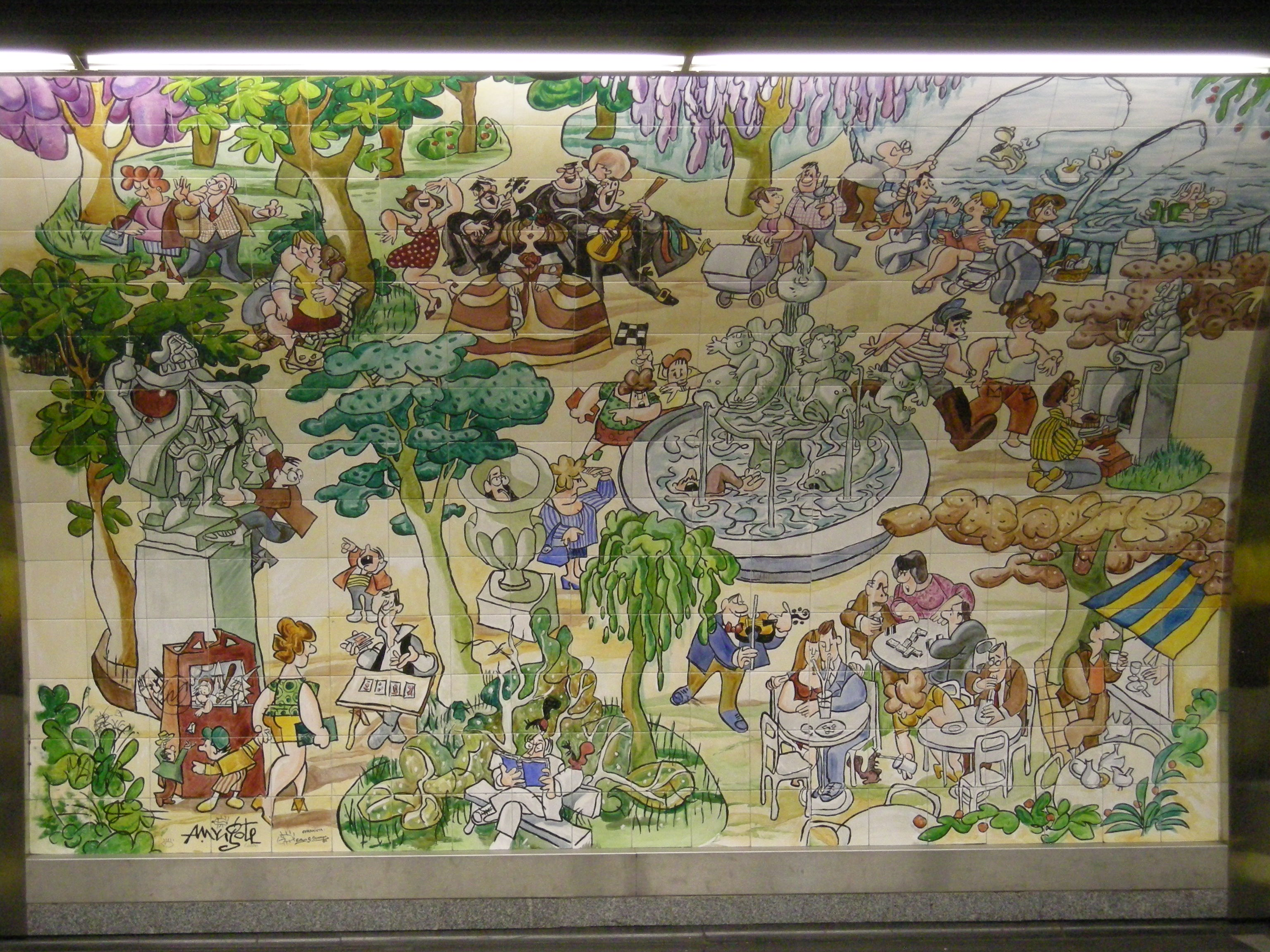
Murales di Antonio Mingote all'interno della stazione di Retiro.

Normalmente è affollata nei fine settimana dalle molte persone e famiglie che decidono di andare al parco del Retiro.

## Storia
Aperta al pubblico il 14 giugno 1924 in corrispondenza dell'inaugurazione della linea 2 tra Sol e Ventas, l'interno di questa stazione è uno dei più particolari della rete. Uno dei muri del binario è decorato con murales del disegnatore Antonio Mingote ed esiste una sala di esposizioni parallela ai binari a cui si accede tramite una delle due pensiline.

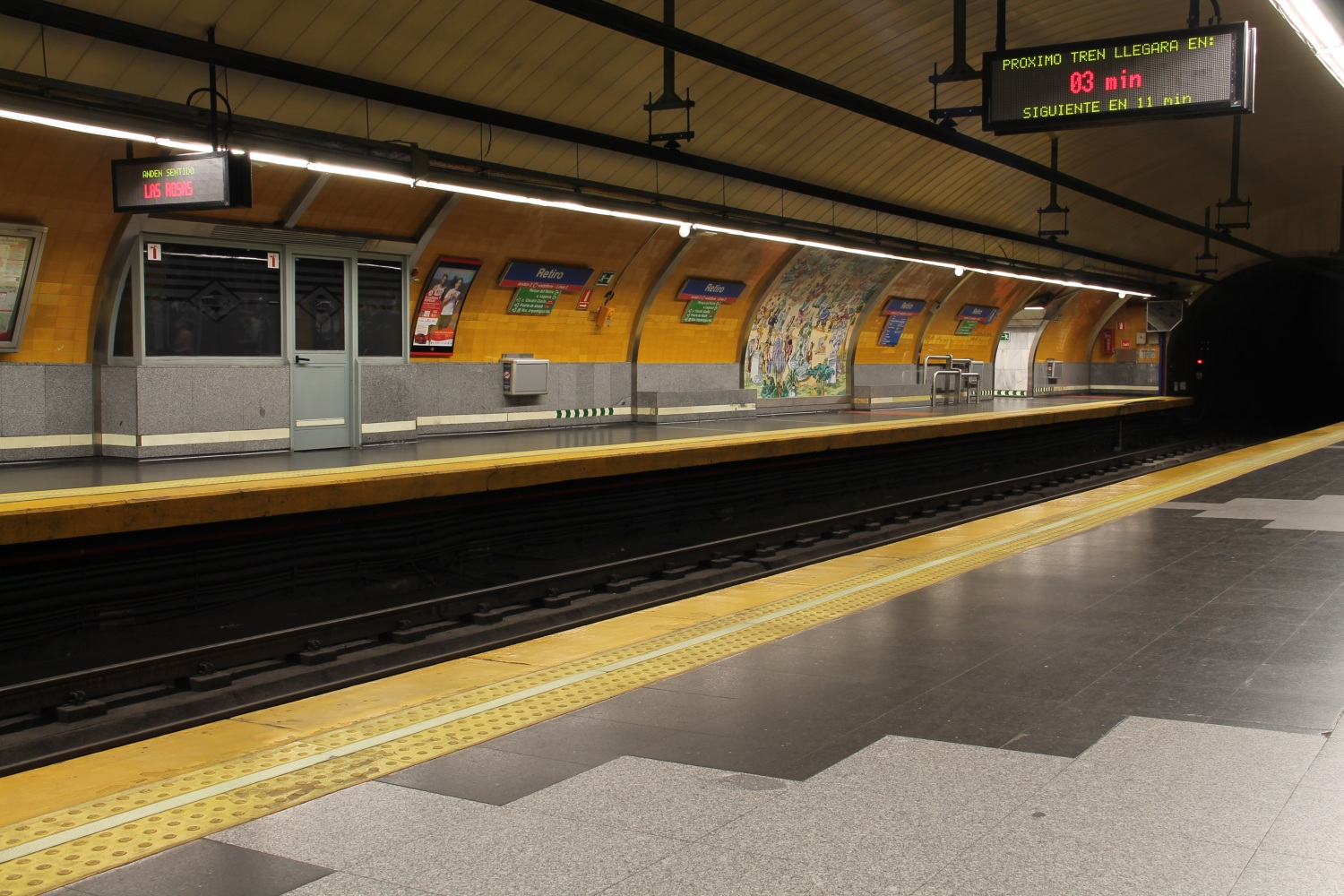
Foto della fermata

## Accessi
Vestibolo Lagasca
- Lagasca: Calle de Lagasca 4
- Rampa: Calle de Lagasca 4
- Retiro: Parco del Retiro aperto negli stessi orari del parco

Vestibolo Claudio Coello aperto dalle 6:00 alle 21:40
- Claudio Coello: Calle de Alcalá 75 (angolo con Calle de Claudio Coello)